# Reggina Calcio 2011-2012
Questa voce raccoglie le informazioni riguardanti la Reggina Calcio nelle competizioni ufficiali della stagione 2011-2012.

## Stagione
Il nuovo allenatore della squadra è Roberto Breda, subentrato a Gianluca Atzori, passato alla Sampdoria. Lo stesso Breda verrà poi esonerato l'8 gennaio 2012; al suo posto verrà ingaggiato Angelo Gregucci, a sua volta esonerato e sostituito dallo stesso Breda.
La stagione è iniziata con un pre-ritiro di tre giorni presso un albergo di Reggio Calabria; nel periodo tra il 16 e il 30 luglio la squadra ha disputato la prima parte del ritiro a Brusson, in Valle d'Aosta. Un'ulteriore fase di ritiro è stata organizzata dal 4 agosto a San Martino al Cimino.
La prima partita ufficiale è coincisa con il secondo turno della Coppa Italia 2011-2012: la Reggina ha sconfitto la Carrarese per 1-0. La squadra è poi stata eliminata dal Modena nel turno successivo.
Alla chiusura del mercato risultano fuori rosa: Álvarez, Santos, Montiel e Tedesco; il contratto con Tedesco verrà poi risolto consensualmente l'8 settembre 2011; stessa sorte tocca poi a Álvarez e Santos, anch'essi svincolati nel corso della stagione. Montiel viene poi reintegrato in rosa, e fa il suo esordio il 6 gennaio 2012 contro il Vicenza.
La squadra conclude la stagione al 10º posto, a 12 punti di distanza dalla Sampdoria, ultima squadra ad accedere ai play-off.
Il numero di abbonati fu di 3.872.

## Divise e sponsor
Lo sponsor tecnico è l'azienda Givova. Lo sponsor istituzionale varia nel corso del campionato; si sono susseguiti come sponsor: l'impresa edile reggina Canale, l'agenzia di scommesse sportive Goals Bet e l'impresa Diano. In Coppa Italia lo sponsor principale sulle maglie è stato Progetto5. Sponsor secondario è l'azienda Stocco&Stocco.
| Casa | Trasferta | Terza divisa |

## Organigramma societario
Organigramma societario
- Presidente: Pasquale Foti
- Vice presidente: Giovanni Remo
- Responsabile Area Tecnica: Simone Giacchetta
- Capo osservatori: Franco Gagliardi
- Coordinatore tecnico settore giovanile: Nicola Amoruso
- Responsabile dell'attività di base: Salvatore Laiacona

Staff tecnico-sanitario
- Allenatore: Roberto Breda, poi Angelo Gregucci, poi Roberto Breda
- Vice allenatore: Ciro Ferrara, poi Giuseppe Ton, poi Ciro Ferrara
- Preparatore atletico: Giovanni Saffioti, poi Alessandro Ciullini, poi Giovanni Saffioti
- Collaboratore parte atletica: Vincenzo Franco
- Preparatore dei portieri: Luigi Genovese
- Medico sociale: Pasquale Favasuli
- Massofisioterapisti: Antonio Costa, Antonino Pezzimenti
- Magazziniere: Domenico Nocera

## Rosa
Rosa aggiornata al 12 gennaio 2012.
| N. |                     | Ruolo | Calciatore           |
| -- | ------------------- | ----- | -------------------- |
| 2  | Nigeria (bandiera)  | D     | Daniel Adejo         |
| 3  | Brasile (bandiera)  | C     | Emerson Ramos Borges |
| 4  | Italia (bandiera)   | C     | Nicolas Viola        |
| 5  | Italia (bandiera)   | D     | Gianluca Freddi      |
| 6  | Italia (bandiera)   | D     | Gabriele Angella     |
| 7  | Italia (bandiera)   | C     | Fabrizio Melara      |
| 8  | Italia (bandiera)   | C     | Marco Armellino      |
| 9  | Italia (bandiera)   | A     | Fabio Ceravolo       |
| 10 | Italia (bandiera)   | A     | Alessio Viola        |
| 12 | Ungheria (bandiera) | P     | Ádám Kovácsik        |
| 13 | Italia (bandiera)   | D     | Francesco Cosenza    |
| 14 | Paraguay (bandiera) | C     | José Montiel         |
| 15 | Italia (bandiera)   | D     | Antonio Marino       |
| 18 | Italia (bandiera)   | C     | Giuseppe Rizzo       |
| 19 | Italia (bandiera)   | P     | Daniel Leone         |
| 22 | Italia (bandiera)   | C     | Antonino Barillà     |

| N. |                    | Ruolo | Calciatore                    |
| -- | ------------------ | ----- | ----------------------------- |
| 25 | Italia (bandiera)  | C     | Filadelfio Carroccio          |
| 26 | Italia (bandiera)  | P     | Pietro Marino                 |
| 27 | Italia (bandiera)  | P     | Giovanni Zandrini             |
| 29 | Italia (bandiera)  | D     | Simone Rizzato                |
| 31 | Italia (bandiera)  | C     | Ivan Castiglia                |
| 32 | Italia (bandiera)  | D     | Riccardo Colombo              |
| 42 | Italia (bandiera)  | D     | Francesco Bini                |
| 55 | Italia (bandiera)  | C     | Francesco De Rose             |
| 58 | Italia (bandiera)  | P     | Emanuele Belardi              |
| 61 | Italia (bandiera)  | A     | Emiliano Bonazzoli (capitano) |
| 70 | Italia (bandiera)  | C     | Simone Missiroli              |
| 72 | Italia (bandiera)  | D     | Matteo D'Alessandro           |
| 87 | Italia (bandiera)  | A     | Alessio Campagnacci           |
| 90 | Italia (bandiera)  | A     | Antonino Ragusa               |
| 93 | Brasile (bandiera) | D     | Maicon de Silva Moreira       |
| 94 | Brasile (bandiera) | A     | Adriano Louzada               |

## Calciomercato

### Sessione estiva(dall'1/7/2011 al 31/8/2011)
| Acquisti | Acquisti               | Acquisti      | Acquisti                      |
| R.       | Nome                   | da            | Modalità                      |
| -------- | ---------------------- | ------------- | ----------------------------- |
| P        | Pietro Marino          | Cosenza       | fine prestito                 |
| D        | Francesco Bini         | Piacenza      | definitivo                    |
| D        | Vincenzo Camilleri     | Juventus      | fine prestito                 |
| D        | Matteo D'Alessandro    | Reggiana      | compartecipazione             |
| D        | Emerson                | Lumezzane     | definitivo                    |
| D        | Gleison                | Skoda Xanthī  | fine prestito                 |
| D        | Pablo Álvarez Menéndez | Panserraïkos  | fine prestito                 |
| D        | Antonio Marino         | Udinese       | compartecipazione             |
| D        | Alessandro Ruggeri     | San Marino    | definitivo                    |
| D        | Roberto Romeo          | Poggibonsi    | fine prestito                 |
| D        | Csaba Preklet          | Kecskemét     | fine prestito                 |
| D        | Dani Verruschi         | Foggia        | fine prestito                 |
| C        | Filadelfio Carroccio   | Lecco         | fine prestito                 |
| C        | Francesco De Rose      | Cosenza       | riscatto prestito             |
| C        | Marco Giannattasio     | Pavia         | fine prestito                 |
| C        | Jonis Khoris           | Lucchese      | fine prestito                 |
| C        | Simone Missiroli       | Cagliari      | fine prestito                 |
| C        | Tommaso Squillace      | Pro Vercelli  | fine prestito                 |
| C        | Lóránd Szatmári        | Salernitana   | fine prestito                 |
| A        | Francesco Bombagi      | svincolato    |                               |
| A        | Alessio Campagnacci    | Giulianova    | riscatto prestito             |
| A        | Fabio Ceravolo         | Atalanta      | compartecipazione             |
| A        | Pietro Iannazzo        | Vigor Lamezia | fine prestito                 |
| A        | Antonio Lamenza        | Poggibonsi    | riscatto prestito             |
| A        | Andrea Picone          | Barletta      | riscatto prestito             |
| A        | Antonino Ragusa        | Genoa         | compartecipazione             |
| A        | Christian Stuani       | Levante       | fine prestito                 |
| A        | Ousmane Sy             | Taranto       | fine prestito                 |
| A        | Francesco Zizzari      | Pescara       | risoluzione compartecipazione |

| Cessioni | Cessioni            | Cessioni         | Cessioni                      |
| R.       | Nome                | a                | Modalità                      |
| -------- | ------------------- | ---------------- | ----------------------------- |
| P        | Christian Puggioni  | Chievo           | definitivo                    |
| P        | Giuseppe Saraò      | Vibonese         | risoluzione compartecipazione |
| D        | Francesco Acerbi    | Genoa            | definitivo                    |
| D        | Vincenzo Camilleri  | Feralpisalò      | prestito                      |
| D        | Francesco Cernuto   | Treviso          | prestito                      |
| D        | Andrea Costa        | Sampdoria        | prestito                      |
| D        | Antonello Giosa     | Lumezzane        | prestito                      |
| D        | Csaba Preklet       | Egri             | prestito                      |
| D        | Gaetano Ungaro      | Cosenza          | risoluzione compartecipazione |
| C        | Alessandro Bernardi | Cosenza          | fine prestito                 |
| C        | Emmanuel Cascione   | Pescara          | risoluzione compartecipazione |
| C        | Marco Giannattasio  | Campobasso       | compartecipazione             |
| C        | Emil Hallfreðsson   | Verona           | riscatto prestito             |
| C        | Jonis Khoris        | Giulianova       | prestito                      |
| C        | Nikolas Kras        | Viareggio        | prestito                      |
| C        | Lorenzo Laverone    | Sassuolo         | compartecipazione             |
| C        | Roberto Romeo       | Catanzaro        | prestito                      |
| C        | Tommaso Squillace   | Catanzaro        | prestito                      |
| C        | Lóránd Szatmári     | Paks             | prestito                      |
| C        | Giacomo Tedesco     |                  | risoluzione consensuale       |
| A        | Antonio Cherillo    | Treviso          | prestito                      |
| A        | Domenico Danti      | Siena            | fine prestito                 |
| A        | Antonio Lamenza     | Giacomense       | prestito                      |
| A        | Andrea Picone       | Giulianova       | prestito                      |
| A        | Christian Stuani    | Racing Santander | prestito                      |
| A        | Ousmane Sy          | Benevento        | prestito                      |
| A        | Dani Verruschi      | Pavia            | prestito                      |
| A        | Francesco Zizzari   | Siracusa         | prestito                      |

### Sessione invernale(dall'1/1/2012 al 31/1/2012)
| Acquisti | Acquisti          | Acquisti   | Acquisti   |
| R.       | Nome              | da         | Modalità   |
| -------- | ----------------- | ---------- | ---------- |
| D        | Gianluca Freddi   | Grosseto   | definitivo |
| D        | Gabriele Angella  | Siena      | prestito   |
| P        | Giovanni Zandrini | Foligno    | prestito   |
| P        | Emanuele Belardi  | svincolato |            |
| C        | Marco Armellino   | Sorrento   | definitivo |
| C        | Fabrizio Melara   | SPAL       | definitivo |

| Cessioni | Cessioni             | Cessioni | Cessioni      |
| R.       | Nome                 | a        | Modalità      |
| -------- | -------------------- | -------- | ------------- |
| C        | Simone Missiroli     | Sassuolo | definitivo    |
| D        | Lorenzo Burzigotti   | Latina   | prestito      |
| D        | Filadelfio Carroccio | Foligno  | prestito      |
| D        | Francesco Bombagi    | Piacenza | prestito      |
| P        | Ádám Kovácsik        | Foligno  | prestito      |
| P        | Pietro Marino        | Barletta | prestito      |
| D        | Alessandro Ruggeri   | Piacenza | prestito      |
| D        | Francesco Bini       | Piacenza | fine prestito |
| A        | Vincenzo Sarno       | Lanciano | prestito      |
| A        | Jonis Khoris         |          | svincolato    |

## Risultati

### Serie B

#### Girone di andata
| Arbitro: | Ostinelli (Como) |

|                                                |           |                |
| Campagnacci 21’, 41’ Missiroli 52’ Rizzato 74’ | Marcatori | 58’ Di Gennaro |

| Arbitro: | Baracani (Firenze) |

|           |           |  |
| Dramé 11’ | Marcatori |  |

| Arbitro: | Nasca (Bari) |

|                     |           |              |
| Ceravolo 16’ (rig.) | Marcatori | 56’ Sforzini |

| Arbitro: | Velotto (Grosseto) |

|               |           |                                     |
| Mendicino 33’ | Marcatori | 67’ Campagnacci 82’, 90+3’ Ceravolo |

| Arbitro: | Pinzani (Empoli) |

|                                                       |           |                          |
| Missiroli 2’, 62’ Campagnacci 42’ Ceravolo 84’ (rig.) | Marcatori | 71’ Cascione 82’ Maniero |

| Arbitro: | Giacomelli (Trieste) |

|                                      |           |                            |
| Saponara 4’ Signorelli 7’ Tavano 58’ | Marcatori | 88’ Missiroli 90+3’ Ragusa |

| Arbitro: | Palazzino (Ciampino) |

|               |           |                      |
| Missiroli 47’ | Marcatori | 70’ Sau 88’ Raimondi |

| Arbitro: | Gallione (Alessandria) |

|                         |           |                     |
| Papa Waigo 90+5’ (rig.) | Marcatori | 3’ (aut.) Peccarisi |

| Arbitro: | Tozzi (Ostia Lido) |

|                            |           |             |
| Rizzato 5’ Ragusa 40’, 62’ | Marcatori | 11’ Marotta |

| Arbitro: | Massa (Imperia) |

|  |           |                         |
|  | Marcatori | 48’ Ceravolo 79’ Ragusa |

| Arbitro: | Calvarese (Teramo) |

|                                             |           |                              |
| Ragusa 30’ Missiroli 48’ (rig.) Colombo 86’ | Marcatori | 59’ Figliomeni 90+3’ De Luca |

| Arbitro: | Ciampi (Roma) |

|  |           |                                             |
|  | Marcatori | 41’ (rig.) Ceravolo 60’ N. Viola 89’ Ragusa |

| Arbitro: | Candussio (Cervignano del Friuli) |

|  |           |                |
|  | Marcatori | 84’ D'Ambrosio |

| Arbitro: | Velotto (Grosseto) |

|           |           |               |
| Ciano 65’ | Marcatori | 31’ Missiroli |

| Arbitro: | Ostinelli (Como) |

|                           |           |                   |
| Emerson 26’ Bonazzoli 87’ | Marcatori | 66’ (rig.) Farias |

| Arbitro: | Baracani (Firenze) |

|           |           |           |
| Cocco 36’ | Marcatori | 56’ Rizzo |

| Arbitro: | Palazzino (Ciampino) |

|               |           |  |
| Pichlmann 28’ | Marcatori |  |

| Reggio Calabria 3 dicembre 2011, ore 18:00 18ª giornata | Reggina            | 0 – 0 referto | Sampdoria | Stadio Oreste Granillo (5.220 spett.)\| Arbitro: \| Tozzi (Ostia Lido) \| |
| Arbitro:                                                | Tozzi (Ostia Lido) |               |           |                                                                           |

| Arbitro: | Giacomelli (Trieste) |

|                                              |           |                           |
| Di Roberto 5’ (rig.) Maah 58’ Di Carmine 85’ | Marcatori | 26’ Rizzo 54’ Campagnacci |

| Arbitro: | Massa (Imperia) |

|             |           |                    |
| Emerson 16’ | Marcatori | 35’ (rig.) Sansone |

| Vicenza 6 gennaio 2012, ore 15:00 21ª giornata | Vicenza            | 0 – 0 referto | Reggina | Stadio Romeo Menti (6.481 spett.)\| Arbitro: \| Calvarese (Teramo) \| |
| Arbitro:                                       | Calvarese (Teramo) |               |         |                                                                       |

#### Girone di ritorno
| Arbitro: | Giancola (Vasto) |

|                                       |           |                                                     |
| Adejo 5’ (aut.) Stanco 60’ Carini 69’ | Marcatori | 13’ N. Viola 55’ (rig.) Ceravolo 90+3’ D'Alessandro |

| Arbitro: | Candussio (Cervignano del Friuli) |

|                |           |                                          |
| N. Viola 45+2’ | Marcatori | 27’, 71’ Ruopolo 45’ Cuffa 80’ Hallenius |

| Grosseto 28 gennaio 2012, ore 15:00 24ª giornata | Grosseto          | 0 – 0 referto | Reggina | Stadio Carlo Zecchini (1.630 spett.)\| Arbitro: \| Baratta (Salerno) \| |
| Arbitro:                                         | Baratta (Salerno) |               |         |                                                                         |

| Arbitro: | Mariani (Aprilia) |

|                                                |           |         |
| Campagnacci 5’ Bonazzoli 29’ (rig.) Freddi 58’ | Marcatori | 61’ Rui |

| Arbitro: | Tozzi (Ostia Lido) |

|  |           |                          |
|  | Marcatori | 25’ Bonazzoli 69’ Ragusa |

| Arbitro: | Ciampi (Roma) |

|                                                 |           |                        |
| Campagnacci 8’ N. Viola 51’ (rig.) Ceravolo 62’ | Marcatori | 74’ Tavano 84’ Dumitru |

| Arbitro: | Pinzani (Empoli) |

|                       |           |            |
| Mezavilla 27’ Sau 52’ | Marcatori | 66’ Freddi |

| Arbitro: | Gavillucci (Latina) |

|                     |           |            |
| N. Viola 80’ (rig.) | Marcatori | 71’ Soncin |

| Arbitro: | Baratta (Salerno) |

|                         |           |               |
| De Falco 37’ Stoian 88’ | Marcatori | 62’ Armellino |

| Arbitro: | Palazzino (Ciampino) |

|                          |           |              |
| A. Viola 34’ Montiel 76’ | Marcatori | 22’ Paulinho |

| Arbitro: | Di Bello (Brindisi) |

|                  |           |  |
| Plasmati 7’, 17’ | Marcatori |  |

| Arbitro: | Giacomelli (Trieste) |

|               |           |              |
| Bonazzoli 90’ | Marcatori | 28’ Jonathas |

| Arbitro: | Velotto (Grosseto) |

|          |           |  |
| Glik 16’ | Marcatori |  |

| Arbitro: | Merchiori (Ferrara) |

|               |           |                 |
| Angella 45+2’ | Marcatori | 90+3’ Pettinari |

| Arbitro: | Calvarese (Teramo) |

|  |           |                                                      |
|  | Marcatori | 36’ (rig.) A. Viola 80’ Melara 90+1’, 90+7’ Ceravolo |

| Arbitro: | Di Paolo (Avezzano) |

|                     |           |  |
| Ceravolo 77’ (rig.) | Marcatori |  |

| Arbitro: | Ciampi (Roma) |

|  |           |                |
|  | Marcatori | 82’ Berrettoni |

| Arbitro: | Palazzino (Ciampino) |

|                                   |           |            |
| Angella 13’ (aut.) Pozzi 36’, 60’ | Marcatori | 72’ Melara |

| Arbitro: | Gavillucci (Latina) |

|                                 |           |                                 |
| Armellino 34’ A. Viola 64’, 77’ | Marcatori | 35’ Ciancio 51’, 75’ Di Carmine |

| Arbitro: | Baratta (Salerno) |

|                                            |           |              |
| Bruno 38’ Cofie 50’ Boakye 77’ Sansone 81’ | Marcatori | 40’ N. Viola |

| Arbitro: | Nasca (Bari) |

|  |           |                               |
|  | Marcatori | 3’, 43’ Paolucci 56’ Maiorino |

### Coppa Italia
| Arbitro: | Velotto (Grosseto) |

|                      |           |  |
| Missiroli 19’ (rig.) | Marcatori |  |

| Arbitro: | Giannoccaro (Lecce) |

|                         |           |             |
| Greco 5’ Di Gennaro 83’ | Marcatori | 15’ Emerson |

## Statistiche
Aggiornate al 26 maggio 2012

### Statistiche di squadra
| Competizione | Punti | In casa | In casa | In casa | In casa | In casa | In casa | In trasferta | In trasferta | In trasferta | In trasferta | In trasferta | In trasferta | Totale | Totale | Totale | Totale | Totale | Totale | DR  |
| Competizione | Punti | G       | V       | N       | P       | Gf      | Gs      | G            | V            | N            | P            | Gf           | Gs           | G      | V      | N      | P      | Gf     | Gs     | DR  |
| ------------ | ----- | ------- | ------- | ------- | ------- | ------- | ------- | ------------ | ------------ | ------------ | ------------ | ------------ | ------------ | ------ | ------ | ------ | ------ | ------ | ------ | --- |
| Serie B      | 55    | 21      | 9       | 7       | 5       | 35      | 30      | 21           | 5            | 6            | 10           | 28           | 29           | 42     | 14     | 13     | 15     | 63     | 59     | -29 |
| Coppa Italia | -     | 1       | 1       | 0       | 0       | 1       | 0       | 1            | 0            | 0            | 1            | 1            | 2            | 2      | 1      | 0      | 1      | 2      | 2      |     |
| Totale       | -     | 22      | 10      | 7       | 5       | 36      | 30      | 22           | 5            | 6            | 11           | 29           | 31           | 44     | 15     | 13     | 16     | 65     | 61     |     |

### Statistiche dei giocatori
| Giocatore       | Campionato | Campionato | Campionato  | Campionato | Coppa Italia | Coppa Italia | Coppa Italia | Coppa Italia | Totale   | Totale | Totale      | Totale     |
| Giocatore       | Presenze   | Reti       | Ammonizioni | Espulsioni | Presenze     | Reti         | Ammonizioni  | Espulsioni   | Presenze | Reti   | Ammonizioni | Espulsioni |
| --------------- | ---------- | ---------- | ----------- | ---------- | ------------ | ------------ | ------------ | ------------ | -------- | ------ | ----------- | ---------- |
| D. Adejo        | 18         | 0          | 3           | 1          | 2            | 0            | 0            | 0            | 20       | 0      | 3           | 1          |
| G. Angella      | 19         | 1          | 2           | 0          | 0            | 0            | 0            | 0            | 19       | 1      | 2           | 0          |
| M. Armellino    | 10         | 2          | 0           | 0          | 0            | 0            | 0            | 0            | 10       | 2      | 0           | 0          |
| A. Barillà      | 28         | 0          | 7           | 1          | 2            | 0            | 0            | 0            | 30       | 0      | 7           | 1          |
| E. Belardi      | 9          | -10        | 1           | 0          | 0            | 0            | 0            | 0            | 9        | -10    | 1           | 0          |
| E. Bonazzoli    | 28         | 4          | 5           | 2          | 2            | 0            | 0            | 0            | 30       | 4      | 5           | 2          |
| A. Campagnacci  | 26         | 7          | 0           | 0          | 2            | 0            | 0            | 0            | 28       | 7      | 0           | 0          |
| I. Castiglia    | 20         | 0          | 5           | 0          | 2            | 0            | 0            | 0            | 22       | 0      | 5           | 0          |
| F. Ceravolo     | 37         | 11         | 1           | 0          | 2            | 0            | 0            | 0            | 39       | 11     | 1           | 0          |
| R. Colombo      | 22         | 1          | 3           | 0          | 0            | 0            | 0            | 0            | 22       | 1      | 3           | 0          |
| F. Cosenza      | 18         | 0          | 8           | 1          | 1            | 0            | 0            | 0            | 19       | 0      | 8           | 1          |
| M. D'Alessandro | 26         | 1          | 10          | 0          | 0            | 0            | 0            | 0            | 26       | 1      | 10          | 0          |
| F. De Rose      | 23         | 0          | 5           | 0          | 2            | 0            | 1            | 0            | 25       | 0      | 6           | 0          |
| G. Di Lorenzo   | 1          | 0          | 0           | 0          | 0            | 0            | 0            | 0            | 1        | 0      | 0           | 0          |
| Emerson         | 38         | 2          | 7           | 1          | 1            | 1            | 0            | 0            | 39       | 3      | 7           | 1          |
| A. Kovacsik     | 11         | -14        | 1           | 0          | 1            | -2           | 1            | 0            | 12       | -16    | 2           | 0          |
| A. Louzada      | 1          | 0          | 0           | 0          | 0            | 0            | 0            | 0            | 1        | 0      | 0           | 0          |
| Maicon          | 2          | 0          | 0           | 0          | 0            | 0            | 0            | 0            | 2        | 0      | 0           | 0          |
| A. Marino       | 25         | 0          | 1           | 0          | 2            | 0            | 0            | 0            | 27       | 0      | 1           | 0          |
| P. Marino       | 12         | -17        | 1           | 0          | 0            | 0            | 0            | 0            | 12       | -17    | 1           | 0          |
| F. Melara       | 11         | 2          | 0           | 0          | 0            | 0            | 0            | 0            | 11       | 2      | 0           | 0          |
| S. Missiroli    | 20         | 7          | 1           | 0          | 2            | 1            | 0            | 0            | 22       | 8      | 1           | 0          |
| C. Puggioni     | 0          | 0          | 0           | 0          | 1            | 0            | 0            | 0            | 1        | 0      | 0           | 0          |
| J. Montiel      | 1          | 1          | 0           | 0          | 0            | 0            | 0            | 0            | 1        | 1      | 0           | 0          |
| A. Ragusa       | 34         | 7          | 7           | 0          | 0            | 0            | 0            | 0            | 34       | 7      | 7           | 0          |
| S. Rizzato      | 42         | 2          | 3           | 0          | 2            | 0            | 0            | 0            | 44       | 2      | 3           | 0          |
| G. Rizzo        | 34         | 2          | 13          | 0          | 2            | 0            | 0            | 0            | 36       | 2      | 13          | 0          |
| V. Sarno        | 3          | 0          | 0           | 0          | 0            | 0            | 0            | 0            | 3        | 0      | 0           | 0          |
| A. Viola        | 18         | 4          | 1           | 0          | 0            | 0            | 0            | 0            | 18       | 4      | 1           | 0          |
| N. Viola        | 22         | 6          | 3           | 0          | 2            | 0            | 0            | 0            | 24       | 6      | 3           | 0          |
| G. Zandrini     | 11         | -18        | 0           | 0          | 0            | 0            | 0            | 0            | 11       | -18    | 0           | 0          |

## Giovanili

### Organigramma societario
Area tecnica
- Allenatore Primavera: Antonio Venuto[8]
- Allenatore Allievi Nazionali: Gabriele Geretto[9]
- Allenatore Giovanissimi Nazionali: Emilio Belmonte[10]
- Allenatore Giovanissimi Regionali: Carlo Ricchetti[11]
- Allenatore Esordienti 2000: Agostino Mercuri[12]
- Allenatore Giovanissimi Provinciali: Domenico Zito[12]

### Piazzamenti
- Primavera
  - Campionato: 6º posto nel Girone C
  - Coppa Italia: eliminata al secondo turno eliminatorio
  - Torneo di Viareggio: eliminata nella fase a gironi
- Allievi Nazionali
  - Campionato: 12º posto nel girone C
- Giovanissimi Nazionali
  - Campionato: